# Akroparästhesie
Eine Akroparästhesie (griechisch ᾰκρον, acro, = ‚Spitze‘ bzw. ‚Extremität‘; und παραίθησις, par-aisthesis, ‚daran vorbei-Wahrnehmung‘) ist eine Parästhesie im Bereich der Finger und Zehen, den sogenannten Akren. Der englischsprachige Fachbegriff ist acroparesthesia.

## Beschreibung
Eine Akroparästhesie äußert sich bei den betroffenen Patienten durch ein Kribbel- und Taubheitsgefühle im Bereich der Hände und Zehen. 
Akroparästhesien werden meist durch Polyneuropathien verursacht. Polyneuropathien sind Erkrankungen des peripheren Nervensystems. Eine häufige Ursache für schwere Fälle von Akroparästhesie ist das Fabry-Syndrom.
Neben diesen neuritischen Ursachen können auch vasomotorische Störungen Akroparästhesien auslösen. Dazu gehören beispielsweise das Zervikalsyndrom und das Skalenussyndrom.
Das Wartenberg-Syndrom wird auch als idiopathische Akroparästhesie bezeichnet.

## Therapie
Die Behandlung erfolgt im Allgemeinen im Rahmen der Therapiemaßnahmen der die Akroparästhesie hervorrufenden Erkrankung.